# U.S. Route 21
Pour les articles homonymes, voir Route 21.
La U.S. Route 21 (US 21) est une US Route sud–nord du sud-est des États-Unis y parcourant 394 miles (634 km). Le terminus sud de la route est dans le Parc d'État de Hunting Island, Caroline du Sud, 14,4 miles (23,2 km) au sud de Beaufort. Le terminus nord de la route est à Wytheville, Virginie, à un échangeur avec l'I-81 et la US 52.
Bien que son numéro se termine par un « 1 », indiquant qu'il s'agit d'une route principale, la US 21 ne parcourt que trois états et n'est plus la route traversant le pays comme elle l'était avant d'être remplacée par l'I-77 en Ohio et en Virginie-Occidentale. Elle est la deuxième plus courte route majeure sud-nord, la première étant la US 91.
La US 21 passe en Caroline du Sud, en Caroline du Nord et en Virginie. Elle relie les plus grandes villes de la région dont Columbia, Caroline du Sud et Charlotte, Caroline du Nord. Le segment nord de la route est parallèle à l'I-77 dans le nord de la Caroline du Sud et en Caroline du Nord.

## Description du tracé
|       | mi  | km  |
| ----- | --- | --- |
| SC    | 233 | 375 |
| NC    | 125 | 201 |
| VA    | 35  | 56  |
| Total | 393 | 632 |

### Caroline du Sud

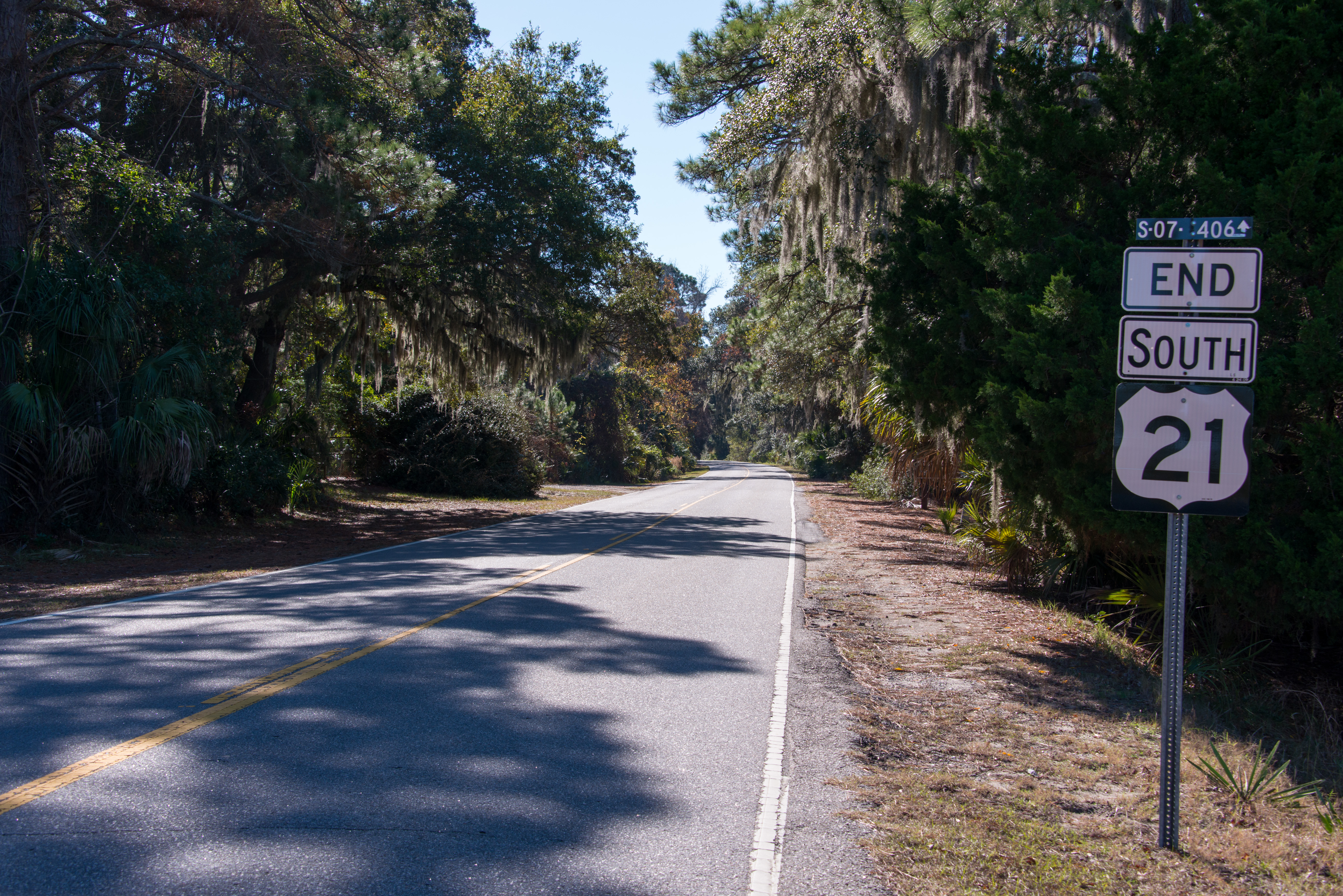
Terminus sud de la US 21 à Hunting Island, Caroline du Sud

La US 21 parcourt 233,2 miles (375,3 km) dans l'état. Débutant dans le Parc d'État de Hunting Island, la US 21 se dirige vers l'ouest en direction de Beaufort. La route contourne la ville par le sud et passe par Port Royal, Shell Point et Burton. Elle passe aussi par les entrées de Parris Island et de la Marine Corps Air Station Beaufort, deux installations du Corps des Marines importantes dans la région. Au nord de Beaufort, la US 21 continue et croise la US 17. Les routes forment alors un multiplex à sens inverse (US 21 nord et US 17 sud allant dans la même direction) pour sept miles (11 km). Au nord de Yemassee, la US 21 se sépare et croise l'I-95 at exit 42.
La route traverse alors des régions rurales de l'état. Elle passe par Smoaks et Branchville et contourne Orangeburg. Au nord de la ville, la US 21 est parallèle à l'I-26 jusqu'à Gaston où elle rejoint la US 321 et devient une autoroute urbaine. La US 21 passe ensuite par Cayce, West Columbia et Columbia.
Au nord de Columbia, la US 21 se sépare de la US 321 et redevient une route rurale. Elle longe maintenant l'I-77. Elle atteint alors Rock Hill et Fort Mill. Près de la frontière avec la Caroline du Nord, la US 21 rejoint l'I-77 et les deux routes entrent ensemble en Caroline du Nord.

### Caroline du Nord
La US 21 débute en multiplex avec l'I-77 à Charlotte, multiplex qui se répète à trois reprises dans l'état. Elle se détache de l'I-77 pour la première fois au niveau de Statesville Avenue et passe ensuite par Huntersville et Cornelius. La seconde fois où la US 21 quitte l'I-77 est à Mooresville, où la route parcourt la ville et se dirige au nord-ouest vers Statesville. Après Statesville, la US 21 bifurque vers le nord-est en direction de Harmony et de Brooks Crossroads, avant de rejoindre à nouveau l'I-77 près de Jonesville. C'est au nord d'Elkin que la US 21 se sépare de l'I-77 pour la dernière fois. Elle se dirige vers Sparta, passant par la Blue Ridge Parkway après une importante section sinueuse. Au nord de Sparta, à Twin Oaks, la US 221 forme un multiplex avec la US 21 avant d'entrer en Virginie. La US 21 parcourt ainsi 124,5 miles (200,4 km) dans l'ouest du Piedmont de Caroline du Nord, que ce soit en multiplex avec l'I-77 ou en tant que route rurale.

### Virginie
Après avoir traversé la frontière de l'état, la US 21 atteint la ville d'Independence, où elle se sépare d'avec la US 221 et continue vers le nord. La route passe par la Mount Rogers National Recreation Area avant d'entrer dans la ville de Wytheville. Après un court multiplex avec la US 11 au centre-ville, elle va vers le nord et se termine à la jonction avec l'I-81 / US 52. La US 21 ne parcourt que 35 miles (56 km) dans l'ouest de la Virginie, surtout comme une route rurale de montagne.

## Intersections majeures
Caroline du Sud
Sea Island Parkway au Parc d'État de Hunting Island
 US 17 à Gardens Corner. Les routes forment un multiplex jusqu'au sud de Yemassee.
 I-95 au nord de Yemassee
 US 78 à Branchville. Les routes forment un multiplex dans la ville.
 US 178 à Orangeburg. Les routes forment un multiplex autour de la ville.
 US 301 à Orangeburg
 US 601 à Orangeburg
 I-26 au sud de Sandy Run
 US 176 à Sandy Run. Les routes forment un multiplex jusqu'à Columbia.
 I-26 au sud-est de Pine Ridge
 US 321 au sud-est de Pine Ridge
 I-77 à Cayce
 I-26 à Cayce
 US 1 / US 378 à Columbia
 I-126 à Columbia
 US 76 à Columbia
 I-20 à Columbia
 I-77 à Blythewood
 I-77 à Rock Hill
 I-77 à Rock Hill
 I-77 à Fort Mill. Les routes forment un multiplex jusqu'à Charlotte, Caroline du Nord.
Caroline du Nord
 I-485 à Charlotte
 I-277 / US 74 à Charlotte
 I-277 à Charlotte
 I-85 à Charlotte
 I-77 à Cornelius. Les routes forment un multiplex jusqu'à Mooresville.
 I-77 au nord de Mooresville
 US 70 à Statesville
 US 64 à Statesville. Les routes forment un multiplex dans la ville.
 I-40 à Statesville
 I-77 au nord de Statesville
 US 421 à Brooks Crossroads
 I-77 au sud de Jonesville. Les routes forment un multiplex jusqu'à Elkin.
 US 221 à Twin Oaks. Les routes forment un multiplex jusqu'à Independence, Virginie.
Virginie
 US 58 à Independence
 US 11 à Wytheville. Les routes forment un multiplex dans la ville.
 I-81 / US 52 à Wytheville

## Routes auxiliaires
- US 221, route reliant Perry, Floride à Lynchburg, Virginie, en passant par la Géorgie, la Caroline du Sud et la Caroline du Nord.
- US 321, route reliant Hardeeville, Caroline du Sud à Lenoir City, Tennessee, en passant par la Caroline du Nord.
- US 421, route reliant Fort Fisher, Caroline du Nord à Michigan City, Indiana, en passant par le Tennessee, la Virginie et le Kentucky.
- US 521, route reliant Georgetown, Caroline du Sud à Charlotte, Caroline du Nord.